# كتائب الشهيد جهاد جبريل
كتائب الشهيد جهاد جبريل هي الذراع العسكري لحركة الجبهة الشعبية لتحرير فلسطين – القيادة العامة الفلسطينية المُقربة من حركتي حماس وحركة الجهاد الإسلامي في فلسطين وهي من أوائل الذين أدخلوا صواريخ بي إم-21 چراد إلى قطاع غزة.
تمت تسميتها بهذا الاسم نسبة إلى جهاد أحمد جبريل إبن مؤسس الجبهة الشعبية لتحرير فلسطين – القيادة العامة الذي اغُتيل بسيارة مُفخخة في بيروت عام 2002م.

## تاريخ
في الأصل، شكلوا الفرع العسكري للجبهة الشعبية لتحرير فلسطين - القيادة العامة، والذي تأسس في عام 1969م في أعقاب الانقسام في الجبهة الشعبية لتحرير فلسطين في أعقاب رفض جبريل لماركسة الجبهة الشعبية لتحرير فلسطين.
شاركت الكتائب في صراع جنوب لبنان إلى جانب حزب الله وجبهة المقاومة الوطنية اللبنانية وحركة أمل ضد القوات الإسرائيلية وعملائها من جيش لبنان الجنوبي. في الوقت نفسه، أعلنت الجبهة الشعبية لتحرير فلسطين - القيادة العامة تحالفها مع حزب الله.
تدرب الكتائب قواتها بنفسها ولديها مصنعون للمتفجرات والصواريخ. وعلى الرغم من علمانيتها، فقد اقتربت الكتائب من حماس في العقد الأول من القرن الحادي والعشرين، لكنها ابتعدت عنها في العقد الثاني من القرن الحادي والعشرين بعد الحرب الأهلية السورية. لا تزال نشطة في قطاع غزة.
شاركت الكتائب بنشاط في الحرب الأهلية السورية إلى جانب الحكومة البعثية السورية، واشتبكوا بشكل ملحوظ مع الجيش السوري الحر، وجماعة أكناف بيت المقدس الإسلامية الفلسطينية الموالية للمتمردين، وتنظيم الدولة الإسلامية خلال معركة مخيم اليرموك. ويعتقد أن حوالي 400 عضو من الكتائب لقوا حتفهم خلال الحرب الأهلية السورية.
تشارك كتائب جهاد جبريل بشكل نشط في التدريب المُشترك في قطاع غزة مع الفصائل الفلسطينية الأخرى، وتتعاون مع حركة الجهاد الإسلامي الفلسطينية على الرغم من اختلافاتهم الأيديولوجية. وقد شاركت قواتهم في حرب الإبادة في غزة المُستمرة إلى جانب كتائب القسام وغيرها من القوات الفلسطينية.